# Пятичленные гетероциклы
Пятичленные гетероциклы — органические циклические соединения, в состав которых входит как минимум один гетероатом.
Наиболее известные представители:
| Представитель | Структурная формула | Родственные соединения                                                                           |
| ------------- | ------------------- | ------------------------------------------------------------------------------------------------ |
| Фуран         |                     | Фурфурол, Пирослизевая кислота, Кумпарон, Изобензофуран, Тетрагидрофуран, 1,3-диоксолан          |
| Тиофен        |                     | Тионафтен, Тиофтен, Тетрагидротиофен, Тиолан, Тиоландиоксид, Биотин                              |
| Пиррол        |                     | Индол, Оксиндол, Индоксил, Изатин, Карбазол, Пирролидин, 2-пирролидон, N-метилпирролидон, Пролин |
| Оксазол       |                     | Бензоксазол, 2-оксазолин                                                                         |
| Изоксазол     |                     |                                                                                                  |

- Тиазол
  - 2-аминотиазол
  - Бензотиазол
  - 2-меркаптобензотиазол
  - Тиазолидин
  - Пенициллин
- Пиразол
  - Индазол
  - 2-пиразолин
  - Пиразолон-5
- Имидазол
  - Гистидин
  - Гистамин
  - Имидазолидин
  - Гидантоины
- 1,2,3-оксадиазол
  - Сиднон
- Фуразан
- 1,2,3-триазол
  - Озотриазолы
  - Бензотриазол
- 1,2,4-триазол
  - 4-амино-1,2,4-триазол
- Тетразол
  - 1,5-пентаметилентетразол
  - 2,3,5-трифенилтетразолийхлорид (ТТС)